# 有佐站
有佐站（日语：／ Arisa eki */?）是位於熊本縣八代市鏡町下有佐，九州旅客鐵道（JR九州）的鹿兒島本線車站。

## 歷史
- 1896年（明治29年）11月21日 - 九州鐵道（第一代）車站啟用。
- 1907年（明治40年）7月1日 - 九州鐵道（第一代）被國有化，成為帝國鐵道廳的車站。
- 1958年（昭和33年）11月1日 - 日産化學工業鏡工場專用線廢止[3]。
- 1987年（昭和62年）4月1日 - 伴隨國鐵分割民營化，車站由九州旅客鐵道（JR九州）營運。
- 2012年（平成24年）12月1日 - 此站可以使用IC卡「SUGOCA」[4]。
- 2014年（平成26年）3月22日 - 車站大樓重建[5]。

## 車站構造
車站是一座地面車站，設有1面1線的單式月台和1面2線的島式月台，共設有2面3線的混合式月台。各月台設有跨線橋連接。車站大樓位於東邊，上行月台設有行人隧道連接西邊。
從前此站是一座木造車站大樓，由於建築物受白蟻侵蝕而老化，在2014年重建了一座由鋼架建成的平房車站大樓（總樓面面積76平方米）。
此站是由JR九州鐵道營業管理的業務委託車站。車站設有自動售票機。
曾經車站西邊設有日產化學工業鏡工場的專用線，以運送原料肥料與過磷酸鈣至工場，也運送製成品離開工場。隨著工場關閉，專用線於1958年11月1日廢止。專用線與替換貨車的貨物側線一直丟空，直至開始發展鏡町鄉開工業團地為止。

### 月台
| 月台 | 路線        | 上下行 | 方向             | 備註                      |
| ---- | ----------- | ------ | ---------------- | ------------------------- |
| 1    | ■鹿兒島本線 | 下行   | 八代方向         |                           |
| 2、3 | ■鹿兒島本線 | 上行   | 熊本、大牟田方向 | 2號月台主要用作待避和折返 |

## 使用狀況
以下為1日平均乘車人次和上下車人次列表：
| 年度   | 1日平均 乘車人員 | 1日平均 上下車人次 |
| ------ | ---------------- | ------------------ |
| 2000年 | 1,109            | 2,228              |
| 2001年 | 1,111            | 2,221              |
| 2002年 | 1,087            | 2,178              |
| 2003年 | 1,060            | 2,116              |
| 2004年 | 1,021            | 2,044              |
| 2005年 | 989              | 1,980              |
| 2006年 | 1,039            | 2,081              |
| 2007年 | 975              | 1,950              |
| 2008年 | 993              | 1,989              |
| 2009年 | 996              | 1,994              |
| 2010年 | 999              | 2,005              |
| 2011年 | 1,016            | 2,032              |
| 2012年 | 1,038            | 2,071              |
| 2013年 | 1,062            | 2,117              |

以下是近年1日平均乘車人次列表：
| 年度   | 1日平均 乘車人次 | 變化率 |
| ------ | ---------------- | ------ |
| 2016年 | 1,004            |        |
| 2017年 | 990              | -1.4%  |
| 2018年 | 945              | -4.5%  |

## 車站周邊
車站周邊都設有住宅與農田的混合區域。在車站東邊約1公里為前宮原町中心，西邊約1公里為前鏡町中心。
- 有佐郵局
- 八代市立鏡小學
- 宮原三神宮（日语：宮原三神宮）
- 熊本縣立八代農業高等學校（日语：熊本県立八代農業高等学校）
- 熊本縣道156號鏡宮原線（日语：熊本県道156号鏡宮原線）
- 八代市政廳鏡分所（前鏡町（日语：鏡町）公所）
- 熊本縣（日语：熊本県警察）八代警署（日语：八代警察署）冰川幹部派出所（日语：氷川警察署）

## 巴士路線
從車站大樓對出左邊設有產交巴士有佐站前巴士站。
- ６、７：宮原中央

　※巴士方向牌中不會顯示「宮原中央」，只會顯示「宮原」。
- ８：種山(經宮原中央、東陽體育中心前)
- ９：八農分校（日语：熊本県立八代農業高等学校泉分校）前(經宮原中央、東陽體育中心前、種山、冰川壩前)
- ７：AEON八代購物中心（日语：イオン八代ショッピングセンター）(經鏡本町、文政小學（日语：八代市立文政小学校）前、松田農場前)

　※巴士方向牌中會顯示「AEON八代」。
- ６：八代站前(經鏡本町、文政小學前、松田農場前、AEON八代購物中心、市立八代支援學校（日语：八代市立八代養護学校）、永碇、八代產交（日语：産交バス八代営業所）、東鹽屋、八代市政廳前、出町)※只有平日早上和黃昏2班
- ８・９：八代市政廳前(鏡四角、千丁小學（日语：八代市立千丁小学校）前、新八代站西出口、勞災醫院（日语：熊本労災病院）前、大村橋、出町)

## 相鄰車站
九州旅客鐵道
■鹿兒島本線
■快速（只有上行班次）
通過
■區間快速、■普通
小川－有佐－千丁

## 注腳
1. 1 2 3 4 5 6  . 週刊朝日百科. 33号 熊本駅・嘉例川駅・大畑駅ほか. 朝日新聞出版. 2013-03-31: 24.
2. 1 2 3  . JR九州鐵道營業.   [2016-10-30]. （原始内容存档于2016年4月12日）.
3. ↑  在1985年，專用線遺址開始發展工業團地。『鐵路雜誌』No.383、67頁
4. ↑  . 交通新聞 (交通新聞社). 2012-12-04: 1.
5. 1 2  . 熊本日日新聞（晨報） (熊本日日新聞社). 2014-03-23: 14（縣南）.
6. ↑  八代市統計年鑑
7. ↑  .   [2020-04-05]. （原始内容存档于2020-05-04）.
8. ↑  .   [2020-04-05]. （原始内容存档于2020-09-18）.
9. ↑  .   [2020-04-05]. （原始内容存档于2018-10-23）.
10. ↑  廣報八代 2017年9月號P10～P11
11. ↑  .   [2020-04-05]. （原始内容存档于2017-09-15）.
12. ↑  .   [2020年4月5日]. （原始内容存档于2017年9月18日）.

## 外部連結
- JR九州 – 有佐車站 （页面存档备份，存于）（日語）